# هیرو سوپرمارکت
هیرو سوپرمارکت (انگلیسی: Hero Supermarket) شرکت خرده‌فروشی اندونزیایی است، که در سال ۱۹۷۱ تأسیس شد.